# 水堂古墳
水堂古墳（みずどうこふん）は、兵庫県尼崎市水堂町にある古墳。形状は前方後円墳。史跡指定はされていない。出土品は尼崎市指定有形文化財に指定されている。

## 概要

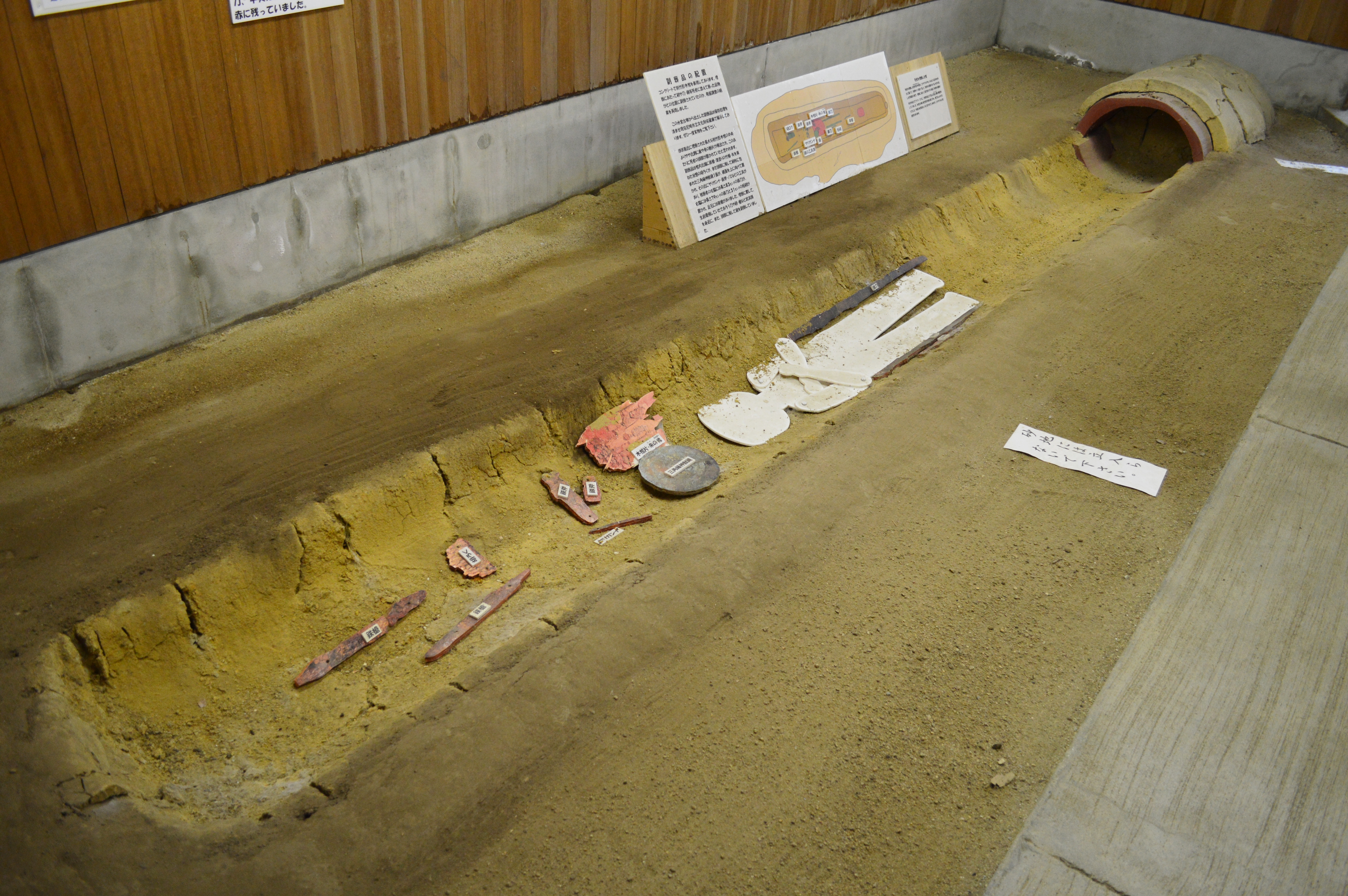
埋葬施設（再現）水堂古墳保存館展示。

兵庫県東部、武庫川左岸の沖積低地に築造された古墳である。水堂須佐男神社境内に所在し、神社造営の際に墳丘が改変を受けているほか、1962年（昭和37年）に尼崎市教育委員会による調査が実施されている。
墳形は前方後円形で、前方部を南南西方向に向ける。墳丘外表で葺石・埴輪は認められていない。また墳丘周囲には、かつて幅約20メートルの周濠が巡るとされたが、近年の発掘調査では周濠は認められていない。埋葬施設は後円部における粘土槨で、ヒノキ材（コウヤマキ材の可能性あり）の割竹形木棺を粘土で被覆する。粘土槨は長さ約7メートル・幅0.7メートルを測る。木棺の内側には朱が塗られており、棺内からは人骨のほか副葬品として三角縁神獣鏡・鉄製工具などが出土している。
築造時期は、古墳時代前期の4世紀後半（または4世紀末-5世紀初頭）頃と推定される。三角縁神獣鏡の出土および同笵関係から、築造背景としてヤマト王権や瀬戸内海の海上交通との関係を示唆する点で重要な古墳である。
出土品は1985年（昭和60年）に尼崎市指定有形文化財に指定されている。現在では墳丘上に水堂古墳保存館が建てられ、埋葬施設の様子が再現されている。

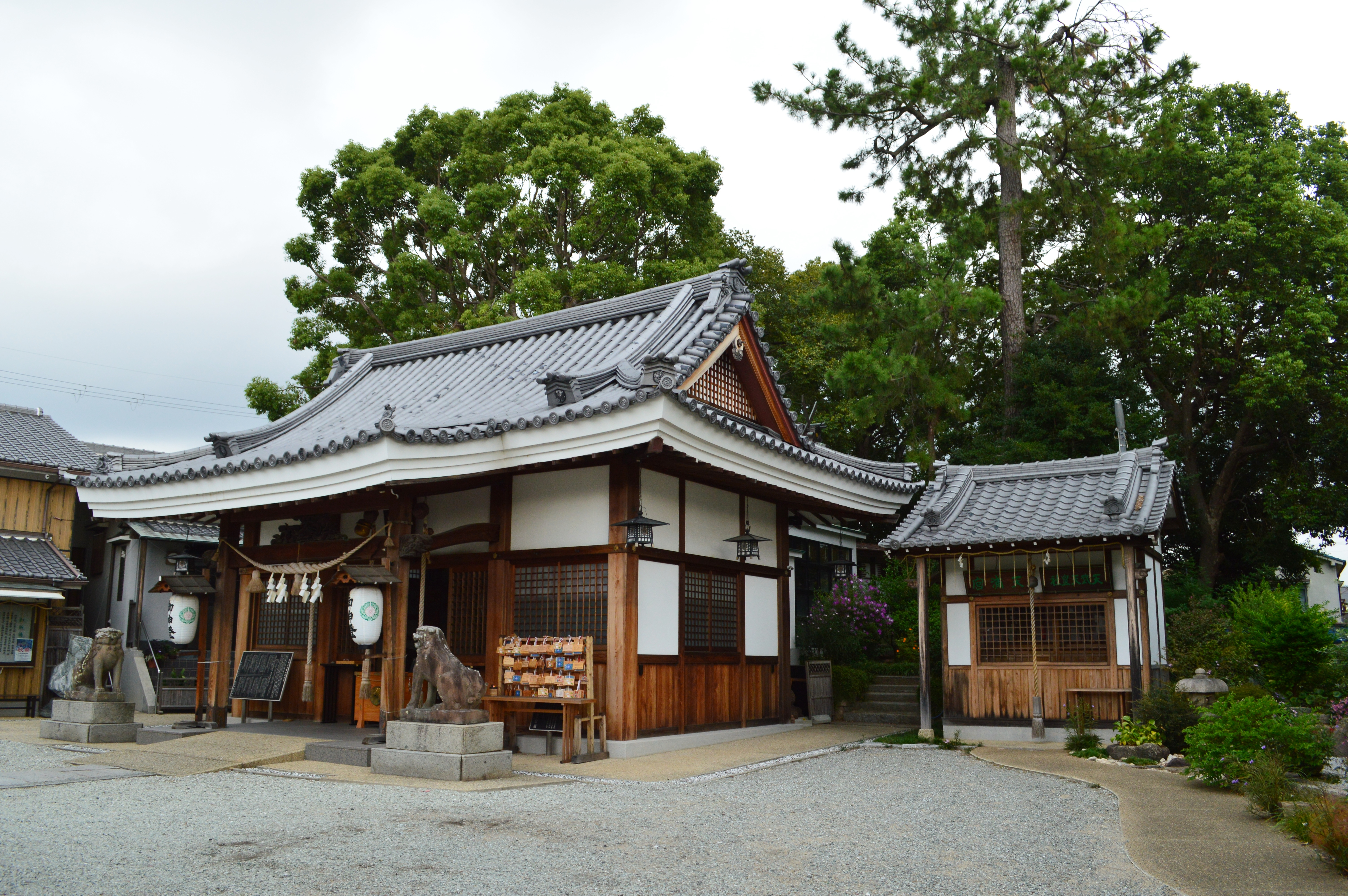
水堂須佐男神社（後背に水堂古墳残存墳丘）
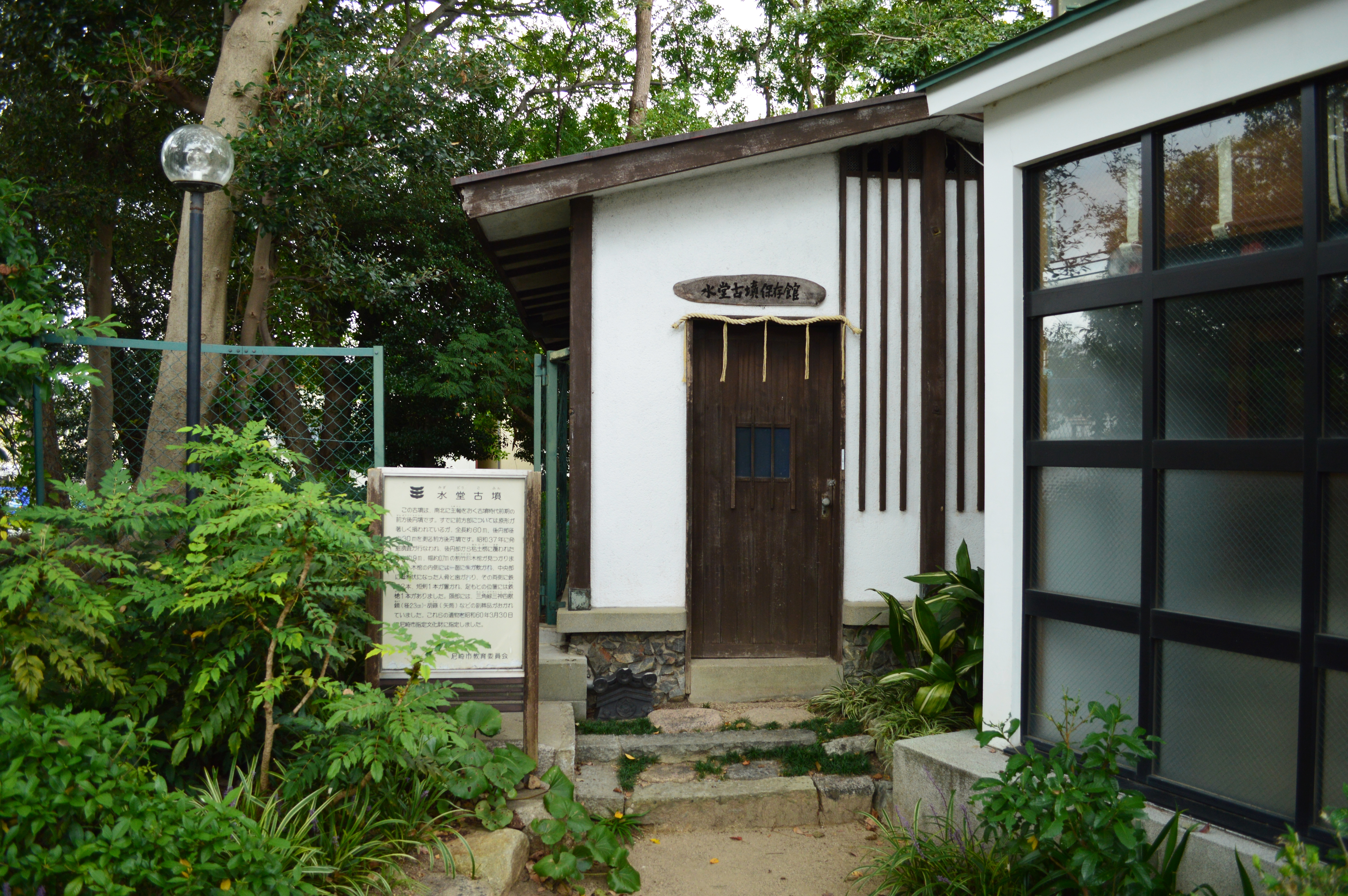
墳丘上の水堂古墳保存館

## 遺跡歴
- 1962年（昭和37年）、発掘調査。副葬品の出土（尼崎市教育委員会）[2]。
- 1985年（昭和60年）3月30日、出土品が尼崎市指定有形文化財に指定[5]。
- 1997年（平成9年）、水堂須佐男神社の拝殿再建に伴う確認調査。後円部の一部を確認（尼崎市教育委員会）[3]。
- 1999年（平成11年）、水堂須佐男神社の社務所工事に伴う確認調査。前方部の一部を確認（尼崎市教育委員会）[3]。

## 出土品

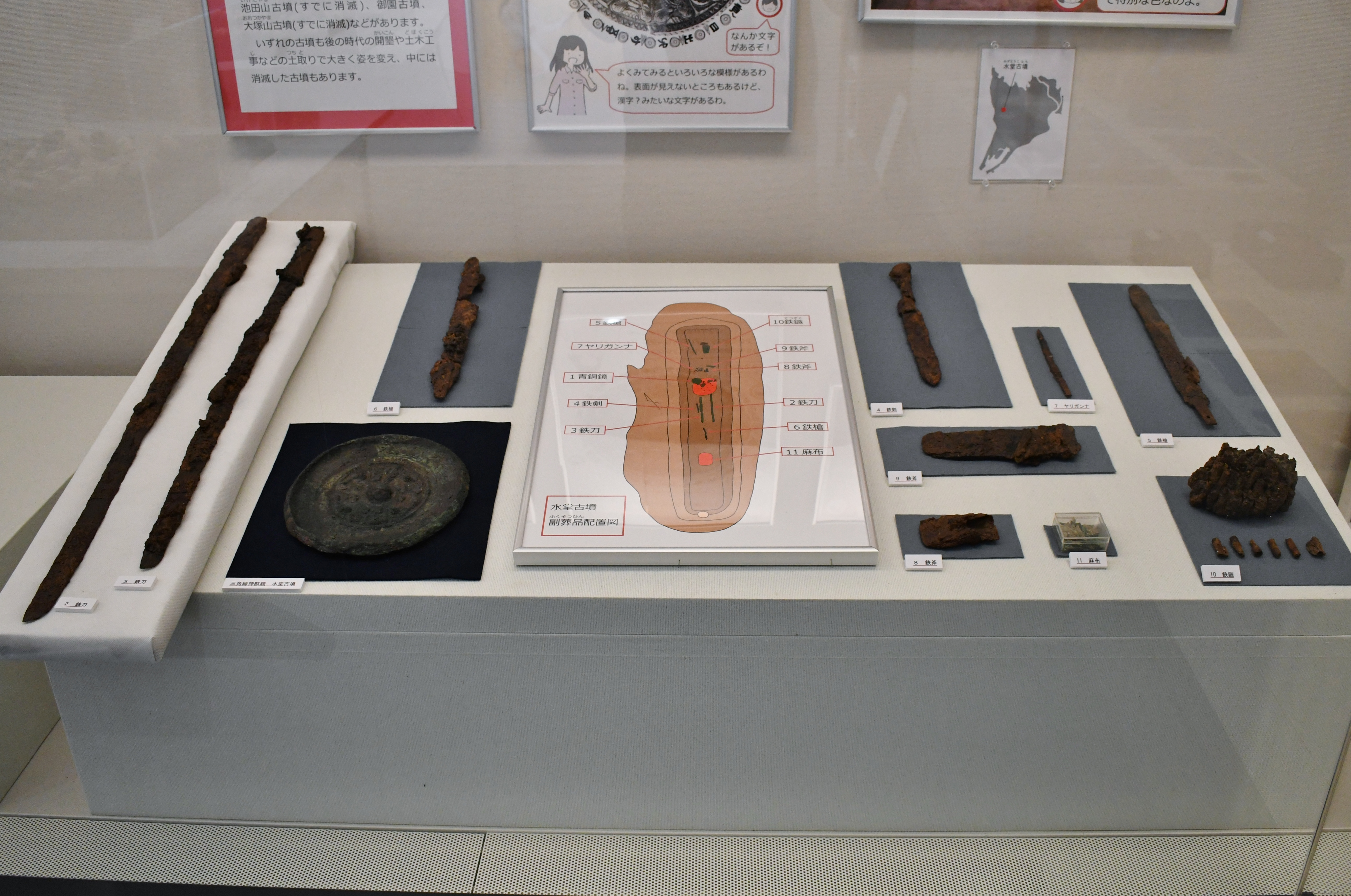
出土品（尼崎市指定文化財）尼崎市立歴史博物館展示。

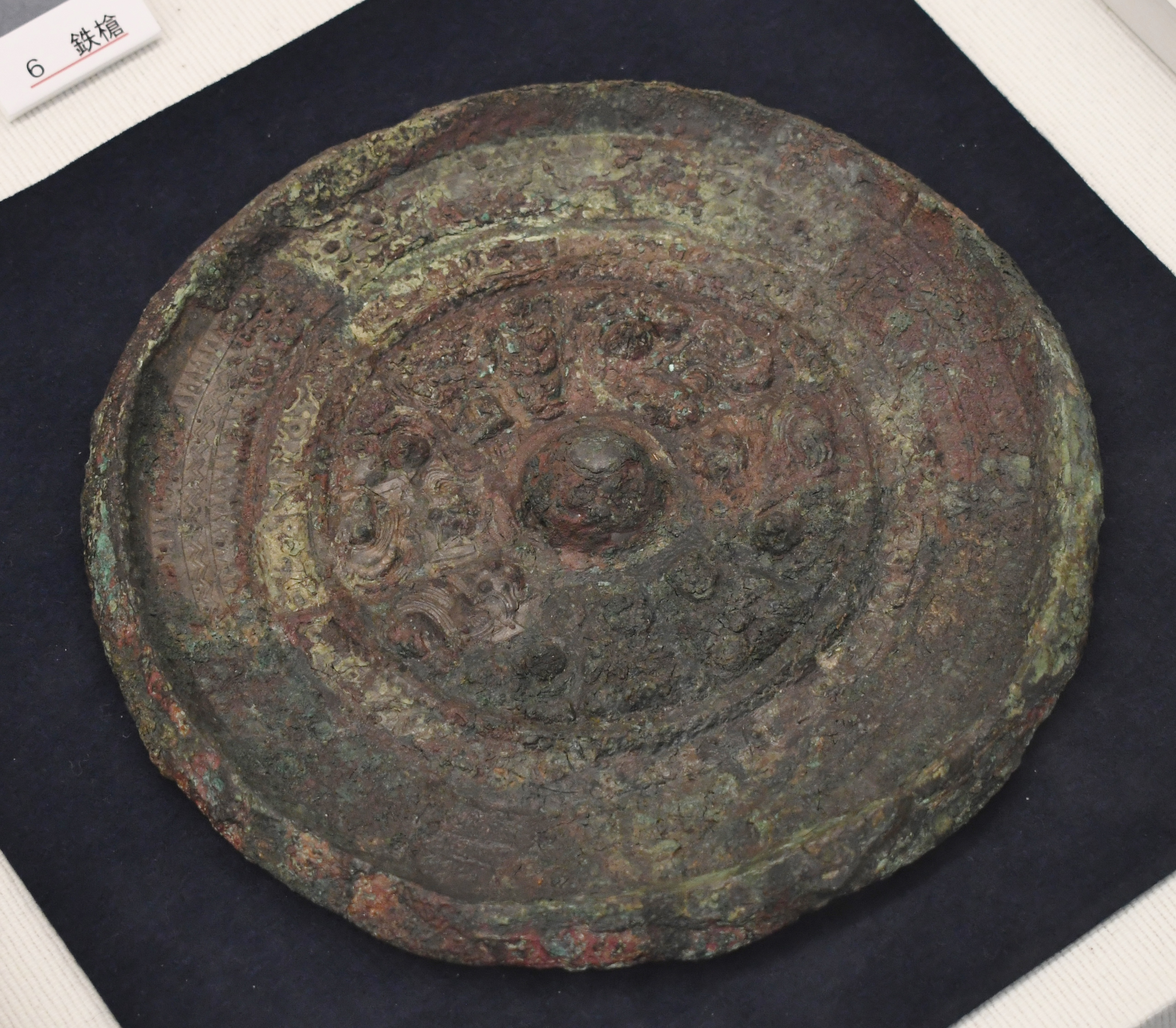
三角縁神獣鏡

1962年（昭和37年）の調査で棺内から出土した副葬品は次の通り。
- 三角縁神獣鏡 1
「吾作」から始まる銘文を有する。奈良県黒塚古墳・京都府芝ヶ原11号墳・神戸市西求女塚古墳の出土鏡と同笵[5]。
- 鉄槍 1
- 鉄剣 1
- 鉄刀 2
- 刀子 1
- 鏨 1
- 鉄斧
- 鉇
- 鑿
- 胡簶
- 竹櫛

以上のほか、棺外から土師器壺が出土している。

## 文化財

### 尼崎市指定文化財
- 有形文化財
  - 水堂古墳出土品（附 封土中・封土上面出土土器）（考古資料） - 1985年（昭和60年）3月30日指定[5]。

## 関連施設
- 尼崎市立歴史博物館（尼崎市南城内） - 水堂古墳の出土品を展示。

## 周辺

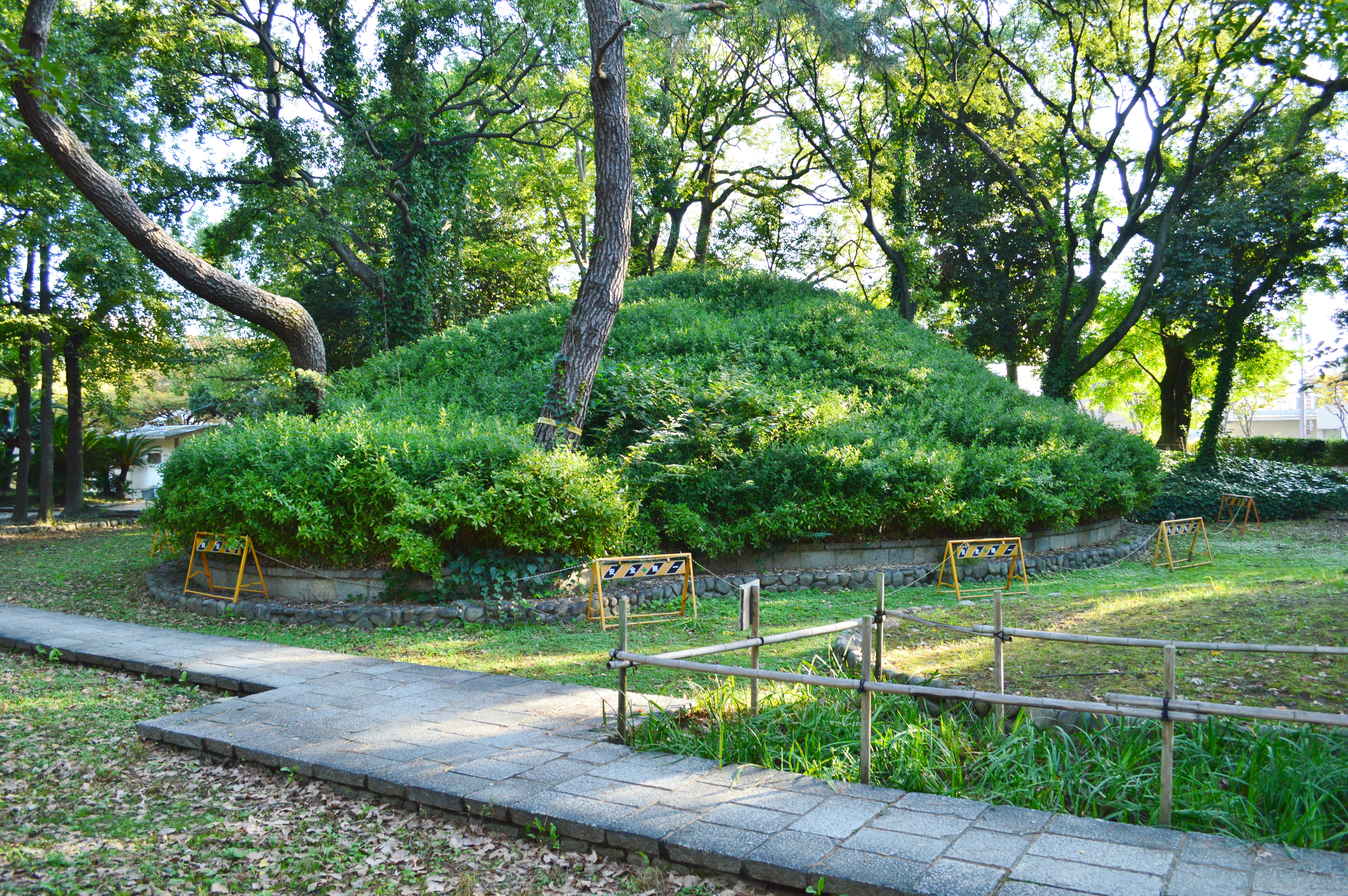
大井戸古墳

- 大井戸古墳（尼崎市南武庫之荘） - 北方に所在する古墳時代後期の円墳[6][7]。